# Giwat Chen
Giwat Chen (hebr. גבעת ח"ן, akronim od ChN, nazwiska Chajjima Nachmana Bialika) – moszaw położony w samorządzie regionu Derom ha-Szaron, w Dystrykcie Centralnym, w Izraelu.
Leży na równinie Szaron w aglomeracji miejskiej Gusz Dan, w otoczeniu miast Herclijja, Ra’ananna, Hod ha-Szaron i Ramat ha-Szaron, oraz moszawu Ramot ha-Szawim.

## Historia
Moszaw został założony w 1933 przez żydowskich imigrantów z Litwy, Polski i Rosji. Później dołączyli do nich imigranci z Niemiec. Osadę nazwano na cześć żydowskiego poety Chajjima Nachmana Bialika.

## Kultura
W moszawie jest dom kultury z biblioteką.

## Gospodarka
Gospodarka moszawu opiera się na intensywnym rolnictwie, hodowli bydła mlecznego, drobiu i owiec, oraz uprawach warzyw w szklarniach. W latach 50. rozwinięto sadownictwo oraz uprawy truskawek i kwiatów. Osobną działalnością jest pszczelarstwo.
Spółka Givat Chen Flowers uprawia i rozprowadza kwiaty. Firma Dornat Marketing Ltd. produkuje kartki z życzeniami, notesy, folery itp. projekty graficzne.

## Komunikacja
Wzdłuż wschodniej granicy moszawu przebiega droga ekspresowa nr 4  (Erez–Kefar Rosz ha-Nikra), brak jednak możliwości bezpośredniego wjazdu na nią. Lokalną drogą prowadzącą na północ można dojechać do miasta Ra’ananna, a lokalną drogą prowadzącą na wschód można dojechać do miasta Hod ha-Szaron i moszawu Ramot ha-Szawim.